# Exocet

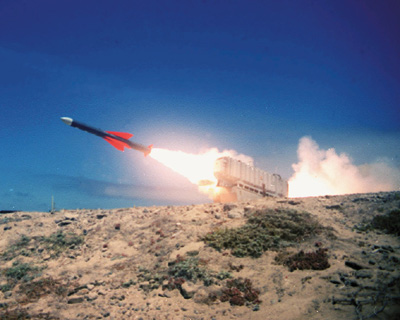
Старт КР «Exocet»

«Екзосе» (фр. Exocet — летюча риба) — французька крилата протикорабельна ракета. Розроблена французькою фірмою «Aérospatiale» в 1975 році.
Стоїть на озброєні ВМС та ПС понад 25 країн світу. Є найпоширенішою ПКР на Заході. Саме цими ракетами під час Фолклендської війни були затоплені британські есмінці «Шеффілд», контейнеровоз «Атлантик конвейер» і серйозно пошкоджено есмінець «Гламорган». В 1987 році ракета «Екзосе», запущена з іракського літака Dassault Mirage F1, вразила американський фрегат «Старк» у Перській затоці.
Ракета має нормальну аеродинамічну схему з хрестоподібним крилом в середній частині корпусу і такими ж рулями на хвостовому відсіку. Пуск ракети виконується з герметичного контейнера. Під час пуску вказується відстань і пеленг цілі. На відстані до цілі 10 км ракета знижується на мінімальну висоту (8 м) і вмикає РЛС ГСН. Бойова частина має контактний та неконтактний підривачі.
Основними конкурентами Exocet є американська Harpoon, італійська Otomat, ізраїльська Gabriel-V, шведська RBS 15 та китайська серія Yingji.

## Етимоголія
Назву ракеті дав М. Гійо, тодішній технічний директор Nord Aviation. Це французьке слово для летючої риби з латинської мови exocoetus, транслітерації грецької назви риби, яка іноді залітала в човен: ἐξώκοιτος (exōkoitos), буквально «лежати назовні (ἒξω, κεῖμαι), спати назовні»

## Опис
Exocet виробляється компанією MBDA, європейським виробником ракет. Розробка почалася в 1967 році компанією Nord як корабельна зброя під назвою MM38. Через кілька років компанії Aerospatiale і Nord об'єдналися. Основний корпус дизайну був заснований на тактичній ракеті "повітря-земля" Nord AS-30. Корабельна версія MM38 надійшла на озброєння в 1975 році, тоді як розробка авіаційної версії AM39 Exocet почалася в 1974 році і вона надійшла на озброєння ВМС Франції через п'ять років, у 1979 році.
Відносно компактна ракета призначена для атак на невеликі та середні військові кораблі (наприклад, фрегати, корвети та есмінці), хоча множинні влучання ефективні проти більших суден, таких як авіаносці. Вона керується інерційно під час польоту і переходить на активне радіолокаційне наведення на кінцевій стадії польоту, щоб знайти та вразити ціль. Як контрзахід від ППО навколо цілі, вона тримає низьку висоту під час підльоту, залишаючись всього за один-два метри над поверхнею моря. Через ефект радіолокаційного горизонту це означає, що ціль може не виявити наближення атаки до тих пір, поки ракета не опиниться лише за 6 000 метрів від удару. Це залишає мало часу для реакції і стимулювало розробку систем озброєння ближньої дії (CIWS - close-in weapon systems).
Твердопаливний ракетний двигун забезпечує Exocet максимальну дальність польоту 70 кілометрів (38 морських миль). У версії ракети Block 3 MM40, яка запускається з кораблів, цей двигун був замінений на твердопаливний прискорювач (бустер) і турбореактивний маршовий двигун, що збільшує дальність польоту ракети до 180 кілометрів (97 морських миль). У версії, що запускається з підводних човнів, ракета розміщується всередині пускової капсули.
Заміна для ракет Exocet перебуває у розробці (FC/ASW або SPEAR 5).

## Варіанти
«Exocet» виробляється в наступних варіантах:
- MM38 — запуск з корабля. Розгорнуто на військових кораблях. Дальність: 42 км. Більше не виробляється. У Великій Британії була розроблена версія для берегової оборони під назвою "Excalibur" і розгорнута в Гібралтарі з 1985 по 1997 рік[9].
- AM38 — запуск з гелікоптера. Лише проводилися тести[10].
- SM39 — запуск з підводного човна. B2 Mod 2: розгорнуто на підводних човнах. Ракета знаходиться в герметичній пусковій капсулі (véhicule Sous marin, VSM), яка запускається з торпедних апаратів підводного човна. Після виходу з води капсула викидається, і двигун ракети запускається. Далі ракета поводиться як MM40. Ракету запускають на глибині, що робить її особливо придатною для секретних операцій підводних човнів[3].
- AM39  — запуск з повітря. B2 Mod 2: розгорнуто на 14 типах літаків (винищувачі, патрульні літаки, гелікоптери). Дальність від 50 до 70 км, залежно від висоти та швидкості літака, що запускає ракету[2].
- MM40 — запуск з поверхні для берегової оборони та надводних кораблів. Block 1, Block 2 та Block 3: розгорнуто на військових кораблях та в берегових батареях. Дальність: 72 км для Block 2, більше 200 км для Block 3[4][5].

### Модифікації
MM40 Block 3

У лютому 2004 року Управління загального озброєння (Direction Générale pour l'Armement - DGA) повідомило компанію MBDA про укладення контракту на розробку і виробництво нової ракети, MM40 Block 3. Вона має покращену дальність дії, що перевищує 180 кілометрів (97 морських миль) – завдяки використанню турбореактивного двигуна Microturbo TRI-40, і включає чотири повітрозабірники, які забезпечують безперервний потік повітря до силової установки під час маневрів з високим перевантаженням.
Ракета Block 3 приймає команди системи наведення GPS, які дозволяють їй атакувати морські цілі з різних кутів і вражати наземні цілі, надаючи їй часткову роль ракети для наземних ударів. Block 3 Exocet є легшою за попередню MM40 Block 2 Exocet.
Французький флот замовив 45 ракет Block 3 Exocet у грудні 2008 року для своїх кораблів, які несли ракети Block 2, а саме для фрегатів класу Horizon та класу Aquitaine. З 2021 року модернізація до стандарту Block 3 також розширювалася на три фрегати класу La Fayette, обрані для продовження терміну служби. Це не будуть нові виробництва, а перетворення старіших ракет Block 2 до стандарту Block 3. Останнє кваліфікаційне випробування MM40 Block 3 відбулося на полігоні Іль-дю-Леван 25 квітня 2007 року, а серійне виробництво розпочалося у жовтні 2008 року. Перший запуск ракети Block 3 з військового корабля відбулося 18 березня 2010 року з фрегата протиповітряної оборони французького флоту Chevalier Paul. У 2012 році новий двигун, розроблений та виготовлений у Бразилії компанією Avibras у співпраці з MBDA, був випробуваний на ракеті MM40 Військово-морського флоту Бразилії.
Окрім французів, ракета Block 3 була замовлена кількома іншими флотами, включаючи Грецію, ОАЕ, Чилі, Перу, Катар, Оман, Індонезію та Марокко.
MM40 Block 3c

Варіант "Block 3c" інтегрує цифровий радіочастотний пристрій самонаведення, розроблений компанією Thales. Варіант Block 3c описується як більш стійкий до систем глушіння і може розпізнавати надводні судна на основі використання передових форм хвиль. Ракети Block 3 мають довшу дальність у 200 кілометрів, але зберегли ту саму систему самонаведення, що і Block 2. Ця технологія залишилася аналоговою.
Поставки варіанту Block 3c для французького флоту повинні розпочатися у грудні 2022 року, замовлено 55 нових ракет, а також 45 комплектів "MM40 Block 3c kits" для оновлення існуючих ракет Block 3 до конфігурації Block 3c. У вересні 2023 року тести ракети, проведені фрегатом Alsace, підтвердили готовність варіанту до оперативного використання.

## Тактико-технічні характеристики
| ТТХ                        | ММ.38                                                        | АМ.39                                                        | SM.39                                                        | MM.40                                                        | MM.40 Block 3                                                |
| -------------------------- | ------------------------------------------------------------ | ------------------------------------------------------------ | ------------------------------------------------------------ | ------------------------------------------------------------ | ------------------------------------------------------------ |
| Рік прийняття на озброєння | 1975                                                         | 1979                                                         | 1985                                                         | 1981                                                         | 2007                                                         |
| Довжина, м                 | 5,21                                                         | 4,69                                                         | 4,69                                                         | 5,8                                                          | <6                                                           |
| Діаметр, м                 | 0,348                                                        | 0,348                                                        | 0,348                                                        | 0,348                                                        | 0,348                                                        |
| Розмах крила, м            | 1,0                                                          | 1,1                                                          | 1,35                                                         | 1,35                                                         | 1,35                                                         |
| Маса ракети, кг            | 735                                                          | 655                                                          | 666                                                          | 870                                                          | 780                                                          |
| Дальність стрільби, км     | 40                                                           | 50 (пуск біля землі) 70 (Н=10км)                             | 50                                                           | 70                                                           | 180                                                          |
| Двигун                     | РДТТ                                                         | РДТТ                                                         | РДТТ                                                         | РДТТ                                                         | ТРД                                                          |
| Швидкість Число М          | 0,93                                                         | 0,93                                                         | 0,93                                                         | 0,93                                                         | 0,93                                                         |
| Маса бойової частини       | 165 кг, спорядження — 50 кг гексоліту (60% гексоген+40% ТНТ) | 165 кг, спорядження — 50 кг гексоліту (60% гексоген+40% ТНТ) | 165 кг, спорядження — 50 кг гексоліту (60% гексоген+40% ТНТ) | 165 кг, спорядження — 50 кг гексоліту (60% гексоген+40% ТНТ) | 165 кг, спорядження — 50 кг гексоліту (60% гексоген+40% ТНТ) |
| Тип бойової частини        | напівбронебійна                                              | напівбронебійна                                              | напівбронебійна                                              | напівбронебійна                                              | напівбронебійна                                              |
| Підривач                   | ударної дії із затримкою підриву, або неконтактний           | ударної дії із затримкою підриву, або неконтактний           | ударної дії із затримкою підриву, або неконтактний           | ударної дії із затримкою підриву, або неконтактний           | ударної дії із затримкою підриву, або неконтактний           |
| Система керування          | ІНС+АРЛ ГСН                                                  | ІНС+АРЛ ГСН                                                  | ІНС+АРЛ ГСН                                                  | ІНС+АРЛ ГСН                                                  | ІНС+АРЛ ГСН                                                  |

## Бойове застосування

### Фолклендська війна

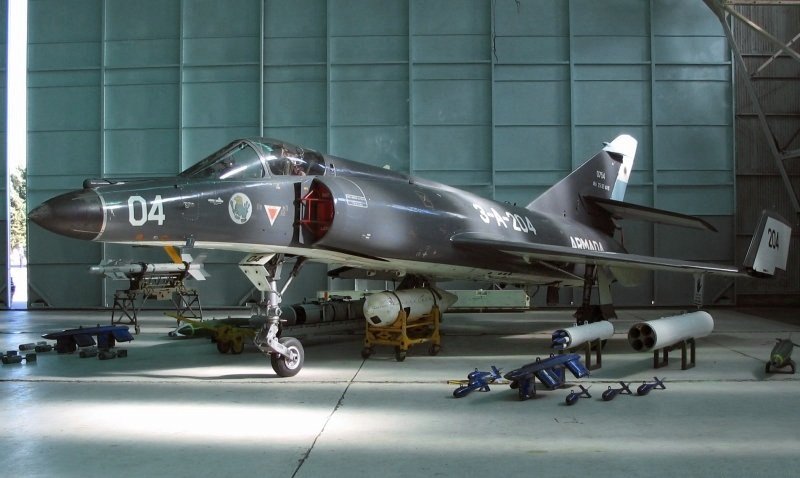
Sue 204 (Dassault-Breguet Super Étendard) 2-ї ескадрильї ВМС Аргентини, застосований під час атаки на «Atlantic Conveyor»

У 1982 році, під час Фолклендської війни, аргентинські військово-морські літаки Dassault-Breguet Super Étendard, оснащені авіаційною версією ракети Exocet AM39, провели атаку, яка призвела до затоплення есмінця Королівського флоту HMS «Sheffield» 4 травня 1982 року. Дві інші ракети Exocet вразили вантажне судно «Atlantic Conveyor» тоннажем 15 000 тонн 25 травня. Дві корабельні ракети MM38 були зняті з есмінця ARA «Seguí», колишнього есмінця класу Allen M. Sumner ВМС США, та перенесені на імпровізовану пускову установку для наземного використання. Ракети були запущені 12 червня 1982 року, і одна з них вразила британський есмінець HMS «Glamorgan».

#### HMS Sheffield
«Sheffield» був есмінцем типу 42 з керованим ракетним озброєнням. 4 травня 1982 року «Sheffield» перебував у бойовій готовності другого ступеня на найпівденнішій позиції серед трьох есмінців типу 42, коли його вразила одна з двох авіаційних ракет AM39 Exocet, випущених аргентинськими ударними винищувачами Super Étendard. Друга ракета впала в море приблизно за півмилі від лівого борту корабля.
Ракета, що вразила «Sheffield», влучила у правий борт на рівні другого палубного ярусу, пройшла через камбуз молодшого складу та пробила перегородку допоміжного машинного відділення/переднього машинного відділення на висоті 2,4 метра (7 футів 10 дюймів) над ватерлінією, створивши отвір у корпусі приблизно 1,2 на 3 метри (4 на 10 футів). Ймовірно, бойова частина ракети не вибухнула. Але через велику кількість горючих декоративних матеріалів, пінних наповнювачів теплоізоляції корабельних конструкцій, синтетичних тканин і фарб пожежа, яка виникла через роботу ракетного двигуна, стала швидко поширюватися, температура в епіцентрі досягла 950—1100 °C. Пожежа припинилася лише ввечері 5 травня, після повного вигоряння кількох центральних відсіків і частково корабельної надбудови.
Двадцять членів екіпажу загинули і 26 отримали поранення. Корабель затонув під час буксирування 10 травня. Втрата «Sheffield» стала глибоким шоком для британської громадськості та уряду.
Офіційний звіт Ради з розслідування Королівського флоту заявив, що докази свідчать про те, що бойова частина не здетонувала. Протягом чотирьох з половиною днів, поки корабель залишався на плаву, було проведено п'ять рятувальних інспекцій і зроблено кілька фотографій. Членів екіпажу було допитано, і свідчення надали спеціалісти з Exocet (у Фолклендській війні Королівський флот мав 15 надводних бойових кораблів, озброєних Exocet). Жодних доказів вибуху не було виявлено, хоча горіння пального від ракетного двигуна спричинило пожежі, які не вдалося загасити, оскільки обладнання для гасіння пожежі вийшло з ладу.

#### SS Atlantic Conveyor
«Atlantic Conveyor» був контейнеровозом тоннажем 14 950 тонн з системою завантаження/вивантаження типу "рол-он/рол-оф", який поспішно переобладнали для перевезення літаків на палубі. Він перевозив гелікоптери та запаси, включаючи касетні бомби. Дві ракети Exocet були випущені по фрегату, але його засоби захисту їх збили з курсу, і вони перенавелися на «Atlantic Conveyor». Обидві ракети влучили в контейнеровоз у лівий борт, і бойові частини вибухнули або після проникнення через корпус судна, або при ударі. Свідок принц Ендрю повідомив, що уламки спричинили "сплески у воді приблизно за чверть милі". Дванадцять людей загинули, а вцілілих забрали на HMS «Hermes». «Atlantic Conveyor» затонув під час буксирування через три дні.

#### HMS Invincible
30 травня два Super Étendards, один з яких ніс останню авіаційну ракету Exocet Аргентини, у супроводі чотирьох Douglas A-4C Skyhawks, кожен з яких мав по дві 500-фунтові бомби (227 кг), злетіли для атаки на авіаносець HMS «Invincible». Аргентинська розвідка намагалася визначити місцезнаходження «Invincible» за аналізом маршрутів польотів літаків від оперативної групи до островів. Однак британці мали постійний наказ, щоб усі літаки здійснювали транзит на низькому рівні при відльоті або поверненні на корабель, щоб замаскувати його позицію. Ця тактика ускладнила аргентинську атаку, яка зосередилася на групі ескортних кораблів за 40 миль на південь від основної групи суден. Два з атакуючих Skyhawks були збиті: один ракетою Sea Dart, випущеною HMS «Exeter», і хоча доля Exocet залишається невстановленою до кінця, екіпаж HMS «Avenger» стверджував, що їхня 4,5-дюймова гармата збила ракету. Жодне британське судно не було пошкоджене.

#### HMS Glamorgan
HMS «Glamorgan» був есмінцем класу County, спущеним на воду в 1964 році. 12 червня 1982 року ракета MM38 Exocet була запущена з імпровізованої берегової установки, коли корабель рухався зі швидкістю приблизно 20 вузлів (37 км/год) на відстані 18 морських миль (33 км) від берега. Перша спроба запуску ракети не була успішною; під час другої спроби ракета була запущена, але не виявила ціль. Третя спроба призвела до того, що ракета взяла курс на «Glamorgan». Підлітаючу ракету Exocet також помітили на «Glamorgan» і було наказано здійснити поворот, щоб підставити корму до ракети.
Поворот завадив ракеті влучити в борт корабля та пробити корпус; замість цього, вона влучила в палубний борт під кутом, біля лівої пускової Seacat, ковзнула по палубі та вибухнула, створивши отвір 10 × 15 футів (3 × 5 м) у палубі ангара та отвір 5 × 4 фути (1,5 × 1,2 м) у камбузі нижче. Вибух поширився вперед та вниз, а корпус ракети, продовжуючи рух вперед, пробив двері ангара, що призвело до вибуху заправленого та озброєного вертольота Westland Wessex HAS.3 (XM837) та спричинило сильну пожежу в ангарі. Чотирнадцять членів екіпажу загинули.

#### Після Фолклендської війни
Після Фолклендської війни стало відомо, що британський уряд і Секретна розвідувальна служба (MI6) були вкрай стурбовані через недостатню протиракетну оборону Королівського флоту проти Exocet і потенціалом ракети переломити морську війну на користь аргентинських військ. Було передбачено сценарій, у якому один або обидва авіаносці («Invincible» і «Hermes») могли б бути знищені або виведені з ладу внаслідок атак ракет Exocet, що значно ускладнило б повторне захоплення Фолклендів.
Були вжиті заходи для стримування загрози Exocet. Була розпочата масштабна розвідувальна операція, щоб запобігти придбанню аргентинським флотом більшої кількості цих ракет на міжнародному ринку. Операція включала британських розвідників, які видавали себе за торговців зброєю, здатних постачити велику кількість Exocet Аргентині, тим самим відволікаючи Аргентину від пошуку джерел, які могли б реально постачити кілька ракет. Франція відмовилася від поставок Exocet AM39, закуплених Перу, щоб уникнути можливої передачі їх Аргентині, оскільки вони знали, що платіж буде здійснений за рахунок кредиту від Центрального банку Перу. Британська розвідка виявила, що гарантія була депозитом у двісті мільйонів доларів від Andean Lima Bank, дочірньої компанії італійського Banco Ambrosiano..

### Ірано-іракська війна

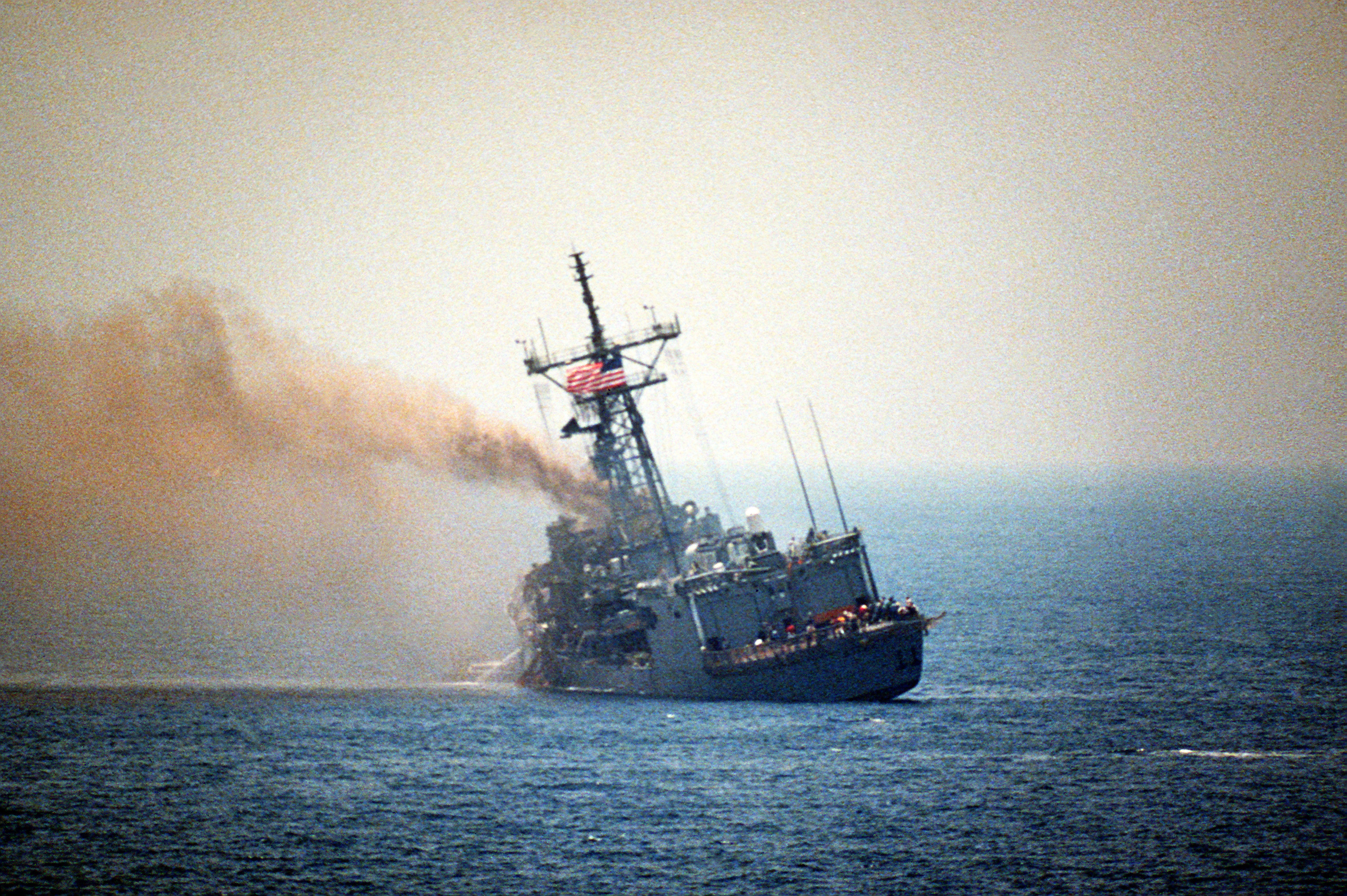
Фрегат ВМС США «Старк», підбитий двома ракетами «Exocet», запущеними з іракського літака Dassault Mirage F1, 1987

Ракети Exocet використовувалися Іраком у рамках «танкерної війни». Для запуску ракет використовувалися літаки Aérospatiale SA 321 Super Frelon, Dassault-Breguet Super Étendard і Dassault Mirage F1.
Під час ірано-іракської війни, 17 травня 1987 року, іракський літак, ідентифікований як Mirage F1 (але насправді це був модифікований Dassault Falcon 50), випустив дві ракети Exocet по американському фрегату USS «Stark». Обидві ракети влучили в лівий борт корабля біля мостика. Жодна зброя не була використана для захисту: Phalanx CIWS залишався в режимі очікування, а засоби протидії Mark 36 SRBOC не були включені. Тридцять сім військовослужбовців ВМС США загинули, а двадцять один був поранений. Корабель не затонув і згодом був відремонтований.

## Оператори

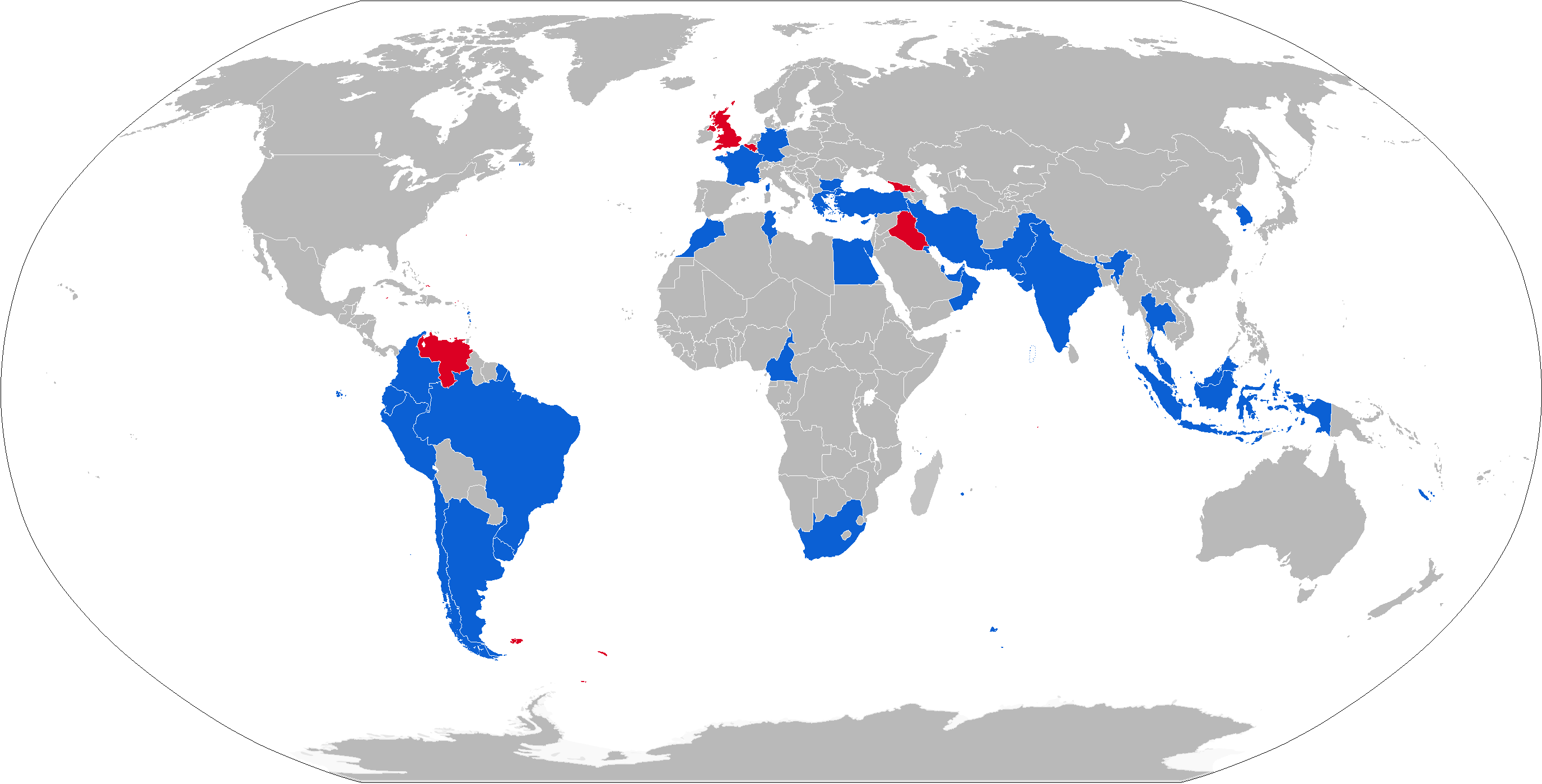
Оператори
Поточні
Колишні

- Аргентина (ВМФ: MM38, MM40 and AM39)
- Бельгія
- Бразилія (ВМФ: MM38, MM40 Block 2/2 and AM39)
- Чилі
- Колумбія
- Кіпр (MM40)
- Еквадор (MM40)
- Єгипет
- Франція
- Німеччина (будуть замінені на RBS-15)
- Греція (MM38 , MM40 , AM39)
- Індонезія (MM38 , MM40 Block 2)
- Іран
- Ірак
- Кувейт
- Лівія
- Малайзія (ВМФ: MM38, MM40 Block 2)
- Марокко
- Оман
- Пакистан
- Перу (ВМФ: AM39, MM38)
- Катар
- ПАР
- Таїланд
- Туреччина (MM38)
- ОАЕ
- Уругвай
- Венесуела
- Південна Корея (ВМФ)

Згідно з технічним проектом ракети у версії MM40 Block 3 будуть встановлені на новітній український корвет проекту 58250[джерело?].